# Le Mendiant
Le Mendiant est une nouvelle de six pages d’Anton Tchekhov, publiée en 1887.

## Historique
Le Mendiant est initialement publié dans la revue russe Le Journal de Pétersbourg, numéro 18, du 19 janvier 1887, sous le pseudonyme A.Tchekhonte.

## Résumé
L’avoué Skvortsov se fait accoster par le mendiant Louchkov et décide de lui donner une chance. Il lui donne à couper son bois contre quelques pièces. 
Skvortsov revoit l’homme quelques années plus tard. Assis à côté de lui au théâtre, impressionné par le changement, il lui remémore le passé et le rôle décisif que lui, Skvortsov, avait eu. Louchkov le contredit : en fait, c’est grâce à Olga, la cuisinière de l’homme qu’il est reparti sur le droit chemin. C’est elle qui coupait le bois : en la voyant, il a compris ce qu'il devait faire…

## Édition française
- Le Mendiant, traduit par Édouard Parayre, Éditions Gallimard, Bibliothèque de la Pléiade, 1970  (ISBN 2-07-010550-4)